# Jaapiella clethrophila
Jaapiella clethrophila är en tvåvingeart som beskrevs av Rubsaamen 1917. Jaapiella clethrophila ingår i släktet Jaapiella och familjen gallmyggor. Inga underarter finns listade i Catalogue of Life.